# Gherland McDonald
Gherland McDonald Porras (San José, 6 settembre 1986) è un ex calciatore costaricano, di ruolo attaccante.

## Biografia
Ha un fratello, di nome Jonathan, anch'egli calciatore professionista.

## Carriera

### Club
Gherland McDonald ed il suo connazionale José Garro furono scoperti dai norvegesi del Fredrikstad durante il campionato mondiale Under-17 2003. I due sostennero un provino, che ebbe esito positivo. Firmarono così un contratto il 27 novembre 2003. Secondo i piani del club, sia McDonald che Garro avrebbero dovuto giocare con la squadra riserve del Fredrikstad, ma le norme della FIFA prevedevano che i due avrebbero dovuto attendere il raggiungimento della maggiore età per farlo. Alla fine dell'estate 2004, i costaricani ricevettero il permesso di lavoro e poterono così lottare per un posto in squadra. McDonald esordì nel Fredrikstad l'11 maggio 2005, subentrando a Michael Røn nella vittoria per 1-3 sul campo del Gresvik, in una sfida valida per il primo turno dell'edizione stagionale della Coppa di Norvegia. Il 29 maggio debuttò invece nell'Eliteserien, stavolta sostituendo Øyvind Hoås nella sconfitta per 1-0 in casa dell'Aalesund. Nella stagione seguente, in cui si pensava avrebbe avuto maggiore spazio, si ruppe una gamba e saltò gran parte della stagione, tornando ad allenarsi solo ad agosto 2006. Riuscì comunque a giocare qualche partita, incluso uno spezzone della finale di Coppa di Norvegia 2006, vinta per 3-0 contro il Sandefjord.
Terminata quest'annata, McDonald lasciò il Fredrikstad. Si trasferì così negli Stati Uniti, ai Colorado Rapids, ma non riuscì ad imporsi. Vestì poi le maglie di Municipal Liberia e Carmelita, per poi accordarsi con il Barrio México. Seguì un'esperienza al Brujas, prima di far ritorno al Barrio México. Nel 2011, fu in forza al Ramonense.

### Nazionale
Conta diverse presenze con le nazionali giovanili della Costa Rica. Fu tra i convocati del campionato nordamericano Under-20 2005, in cui giocò 2 partite.

## Palmarès

### Club

#### Competizioni nazionali
- Coppa di Norvegia: 1

Fredrikstad: 2006